# Hermarchus insignis
Hermarchus insignis är en insektsart som först beskrevs av Johann Jakob Kaup och Lucas Friedrich Julius Dominikus von Heyden 1871.  Hermarchus insignis ingår i släktet Hermarchus och familjen Phasmatidae. Inga underarter finns listade i Catalogue of Life.